# Agència Cover
L'agència Cover va ser una agència de fotografia espanyola fundada el 1979 per Jordi Socías i Aurora Fierro. La seva finalitat era oferir fotografies d'actualitat als mitjans nacionals i internacionals. El 2006 va ser comprada pel grup Jupiter Images, que va ser absorbit dos anys després per Getty Images, cosa que va suposar la liquidació de l'agència.
Just després de començar va esdevenir una agència per fotògrafs independents que trobaven una manera eficaç de comercialitzar les seves fotografies. Entre els col·laboradors de l'agència es trobaven Gervasio Sánchez, Juantxu Rodríguez, Luis Valtueña, Iñaki Arteta, Alfredo García Francés, Xurxo Lobato, Ricky Dávila, Paco Elvira, Quim Llenas, Benito Román i molts altres. Va arribar a disposar d'un arxiu propi amb més d'un milió i mig de fotografies i a representar més de dos-cents fotògrafs. Va adquirir gran prestigi els anys 1980 i 90 i va col·laborar de manera habitual amb altres agències com Corbis, Sygma o Rapho. Tot el seu arxiu es trobava digitalitzat.
Luis Valtueña va ser assassinat a Ruanda el 1997, quan col·laborava amb Metges del Món (MdM). Des de 1998, MdM convoca el Premi Internacional Luis Valtueña de Fotografia Humanitària.